# Harry Tañamor
Harry Tañamor (Zamboanga, 20 agosto 1977) è un ex pugile filippino.

## Palmarès

### Mondiali dilettanti
- 3 medaglie:
  - 1 argento (Chicago 2007 nei pesi minimosca)
  - 2 bronzi (Belfast 2001 nei pesi minimosca; Bangkok 2003 nei pesi minimosca)

### Coppa del mondo
- 1 medaglia:
  - 1 oro (Mosca 2008 nei pesi minimosca)

### Giochi asiatici
- 1 medaglia:
  - 1 argento (Busan 2002 nei pesi minimosca)

### Campionati asiatici
- 1 medaglia:
  - 1 oro (Ho Chi Minh 2005 nei pesi minimosca)